# Schaken op de Aziatische Indoorspelen
Schaken is een van de onderdelen van de Aziatische Indoorspelen. Het staat voor het eerst op het programma sinds de Aziatische Indoorspelen 2007 in Macau.

## Medaillewinnaars

### Snelschaak

#### Heren individueel
| jaar         | Goud               | land  | Zilver             | land       | Brons                     | land       |
| ------------ | ------------------ | ----- | ------------------ | ---------- | ------------------------- | ---------- |
| 2007 Details | Krishnan Sasikiran | India | Murtas Kazhgaleyev | Kazachstan | Elshan Moradi Bu Xiangzhi | Iran China |

#### Vrouwen individueel
| jaar         | Goud         | land  | Zilver   | land  | Brons                                  | land              |
| ------------ | ------------ | ----- | -------- | ----- | -------------------------------------- | ----------------- |
| 2007 Details | Humpy Koneru | India | Zhu Chen | Qatar | Irine Kharisma Sukandar Pham Bich Ngoc | Indonesië Vietnam |

#### Gemengd team
| jaar         | Goud                                                          | land  | Zilver | land  | Brons | land       |
| ------------ | ------------------------------------------------------------- | ----- | --- | ----- | --- | ---------- |
| 2007 Details | Ni Hua Wang Hao Zhang Pengxiang Zhao Xue Hou Yifan Ruan Lufei | China | Krishnan Sasikiran Surya Shekhar Ganguly Arunprasad Subramanian Humpy Koneru Tania Sachdev Dronavalli Harika | India | Murtas Kazhgaleyev Anuar Ismagambetov Evgeny Vladimirov Gulmira Dauletova Aigerim Rysbayeva Mariya Sergeyeva | Kazachstan |

### Rapidschaak

#### Heren individueel
| jaar         | Goud               | land  | Zilver              | land  | Brons                              | land          |
| ------------ | ------------------ | ----- | ------------------- | ----- | ---------------------------------- | ------------- |
| 2007 Details | Krishnan Sasikiran | India | Mohamad Al-Modiahki | Qatar | Bu Xiangzhi Nguyen Ngoc Truong Son | China Vietnam |

#### Vrouwen individueel
| jaar         | Goud              | land  | Zilver        | land | Brons                                | land               |
| ------------ | ----------------- | ----- | ------------- | ---- | ------------------------------------ | ------------------ |
| 2007 Details | Dronavalli Harika | India | Shadi Paridar | Iran | Catherine Perena Nguyen Thi Thanh An | Filipijnen Vietnam |

#### Gemengd team
| jaar         | Goud | land  | Zilver                                                                      | land    | Brons                                                                                                   | land |
| ------------ | --- | ----- | --------------------------------------------------------------------------- | ------- | --- | ---- |
| 2007 Details | Krishnan Sasikiran Surya Shekhar Ganguly Deepan Chakkaravarthy Humpy Koneru Dronavalli Harika Tania Sachdev | India | Nguyen Ngoc Truong Son Le Quang Liem Nguyen Thi Thanh An Hoang Thi Bao Tram | Vietnam | Ehsan Ghaem Maghami Elshan Moradi Homayoun Towfighi Shadi Paridar Shayesteh Ghaderpour Mitra Hejazipour | Iran |

### Klassiek schaak

#### Heren individueel
| jaar         | Goud   | land  | Zilver             | land       | Brons                                  | land              |
| ------------ | ------ | ----- | ------------------ | ---------- | -------------------------------------- | ----------------- |
| 2007 Details | Ni Hua | China | Murtas Kazhgaleyev | Kazachstan | Bayarsaikhan Gundavaa Hafizulhelmi Mas | Mongolië Maleisië |

#### Vrouwen individueel
| jaar         | Goud     | land  | Zilver    | land  | Brons                           | land           |
| ------------ | -------- | ----- | --------- | ----- | ------------------------------- | -------------- |
| 2007 Details | Zhu Chen | Qatar | Hou Yifan | China | Dronavalli Harika Zulaikha Siti | India Maleisië |

#### Gemengd team
| jaar         | Goud                                                    | land  | Zilver | land  | Brons | land    |
| ------------ | ------------------------------------------------------- | ----- | --- | ----- | --- | ------- |
| 2007 Details | Bu Xiangzhi Ni Hua Wang Hao Xu Xuhua Hou Yifan Zhao Xue | China | Krishnan Sasikiran Surya Shekhar Ganguly Deepan Chakkaravarthy Humpy Koneru Dronavalli Harika Meenakshi Subbaraman | India | Nguyen Anh Duong Le Quang Liem Nguyen Ngoc Truong Son Nguyen Thi Thanh An Le Kieu Thien Kim Hoang Thi Bao Tram | Vietnam |